# 指令周期
指令周期（Instruction cycle），又稱提取－執行周期（fetch-and-execute cycle）是指CPU要執行一条机器指令經過的步驟，由若干機器周期组成。
不同的机器分解指令周期的方式也不同，有的处理器对每条指令分解出相同数量的机器周期（即使某些简单的指令可以在更少的机器周期内完成），另一些处理器根据指令的复杂程度分解出不同数量的机器周期
- 取得指令：CPU內有程序計數器（PC），它儲存下一個要執行的指令的地址。處理器按PC儲存的地址，經主記憶體取得指令的內容，PC加1，經数据匯流排將指令存入指令寄存器（IR）。
- 解碼指令：將指令寄存器（IR）內的指令譯成機器語言。
- 執行指令
- 儲存結果

一共是4步
前兩步稱為提取周期，後兩步為執行周期。